# 湯坡崎
湯坡崎（Tengboche或Thyangboche、Tyangboche）是尼泊爾萨加玛塔专区索卢昆布县的一个城镇。该地海拔約3867公尺，是聖母峰基地營健行遊客的必經之地。鎮內有一間信奉藏傳佛教的湯坡崎寺，為當地的信仰中心。最早登上聖母峰的雪巴人丹增諾蓋是在湯坡崎所屬的地區出生，也曾在湯坡崎寺出家。

湯坡崎
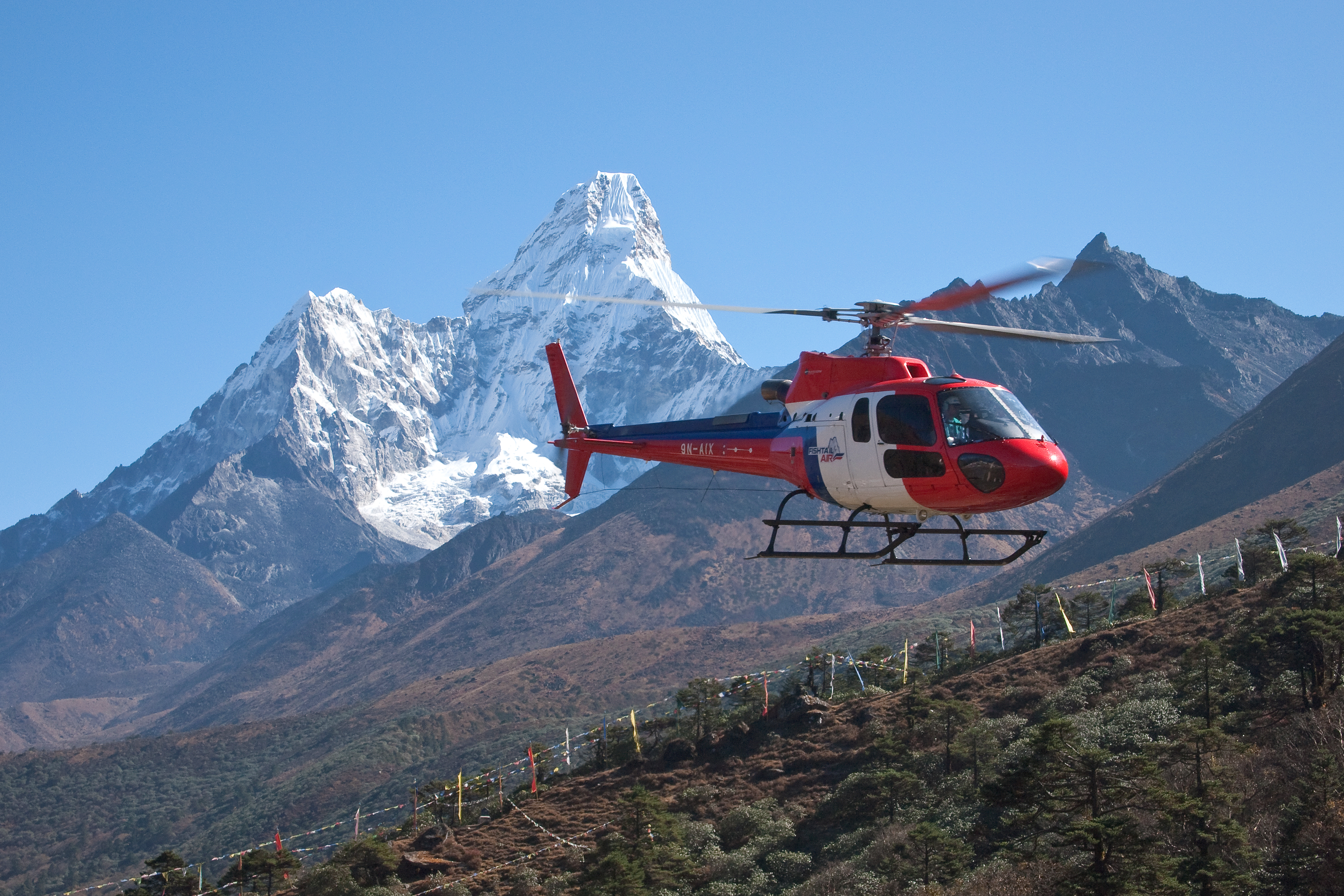
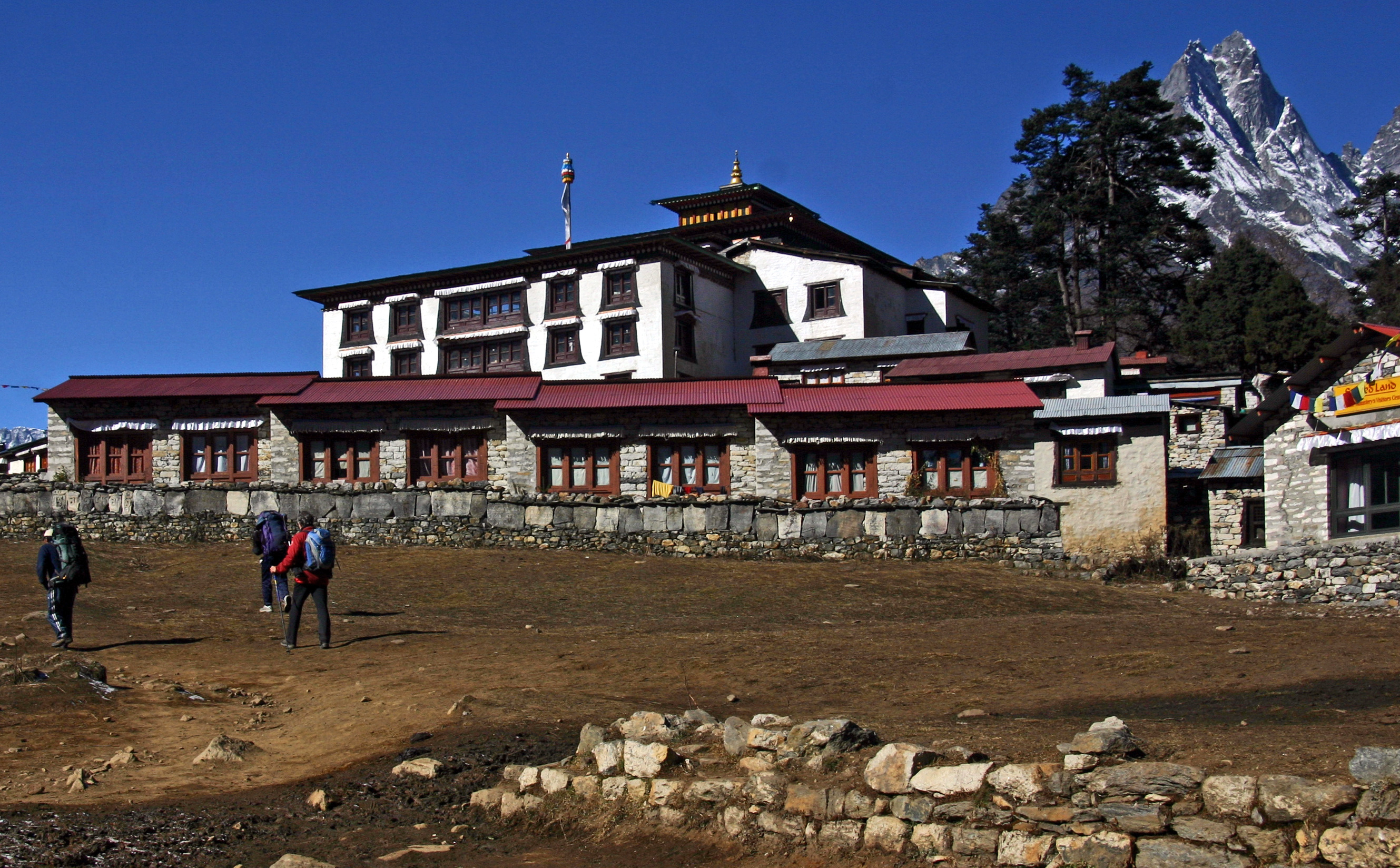
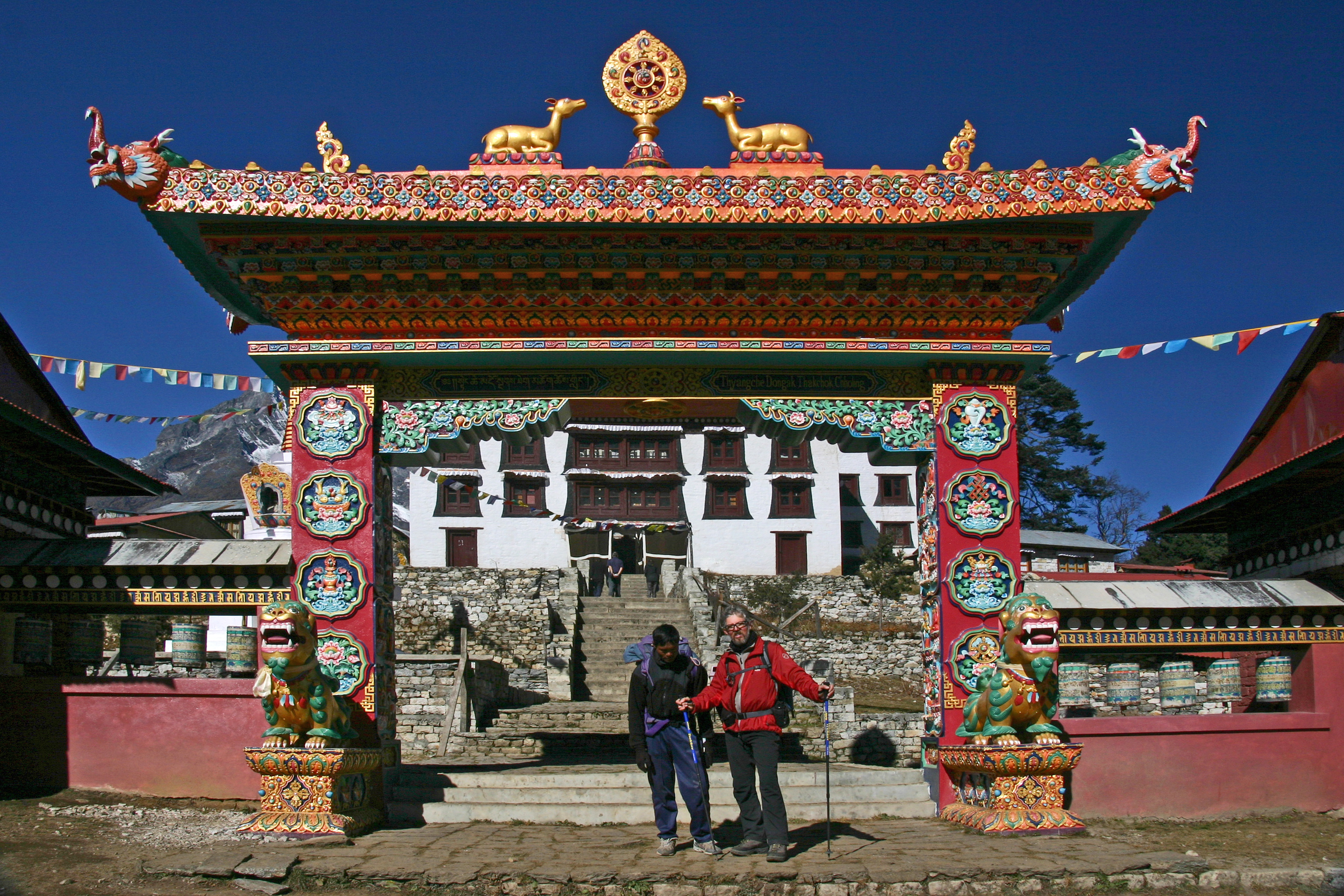
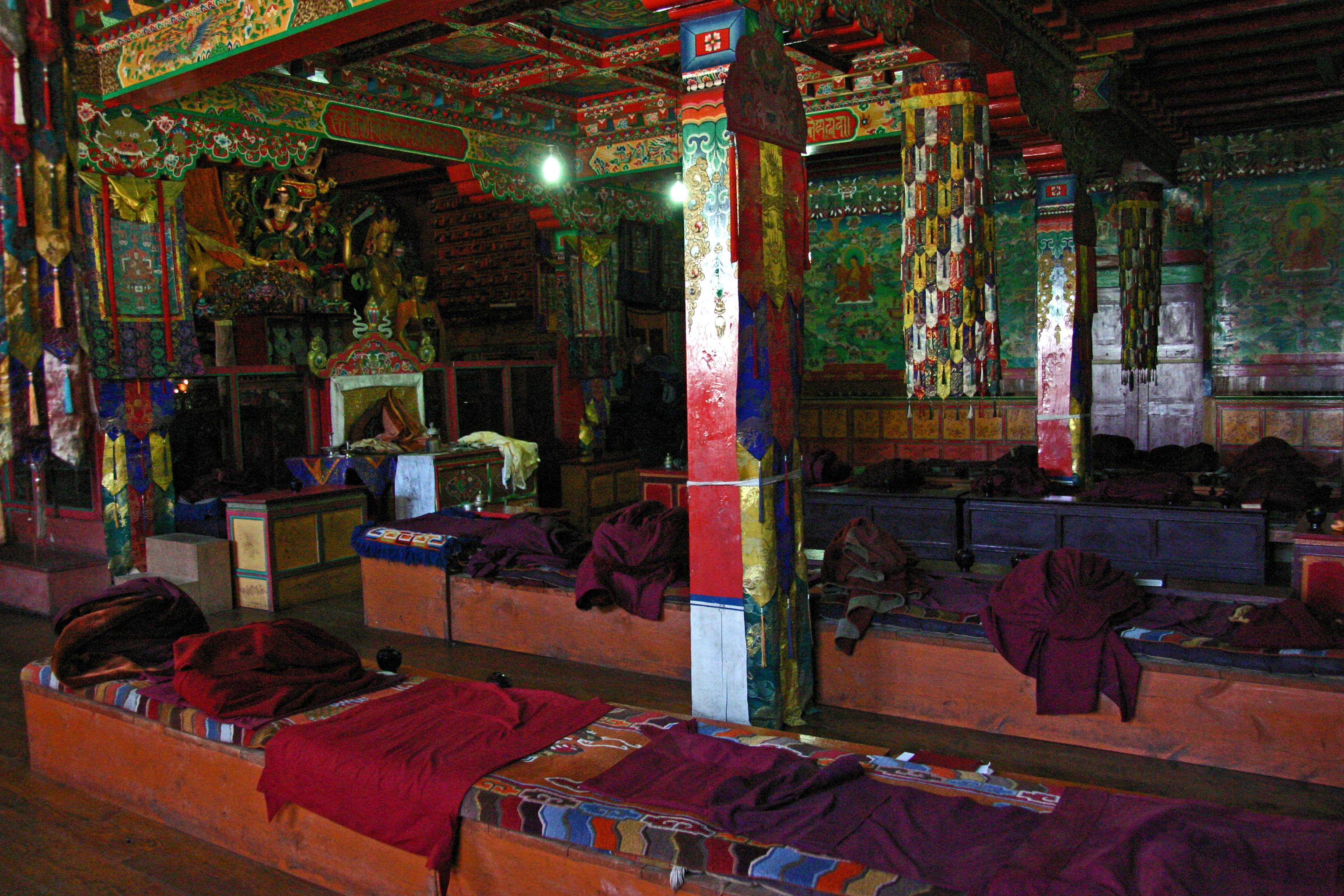
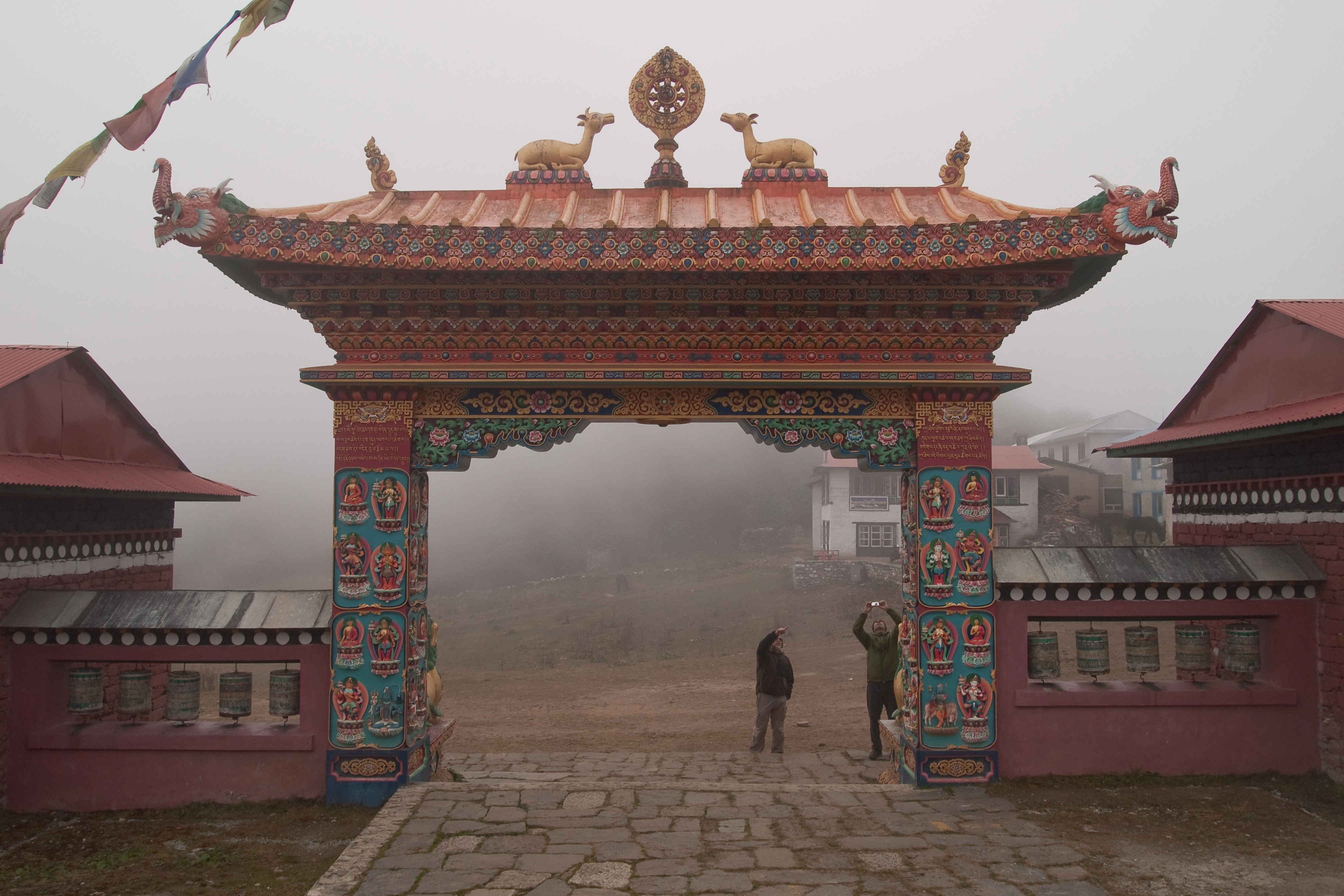
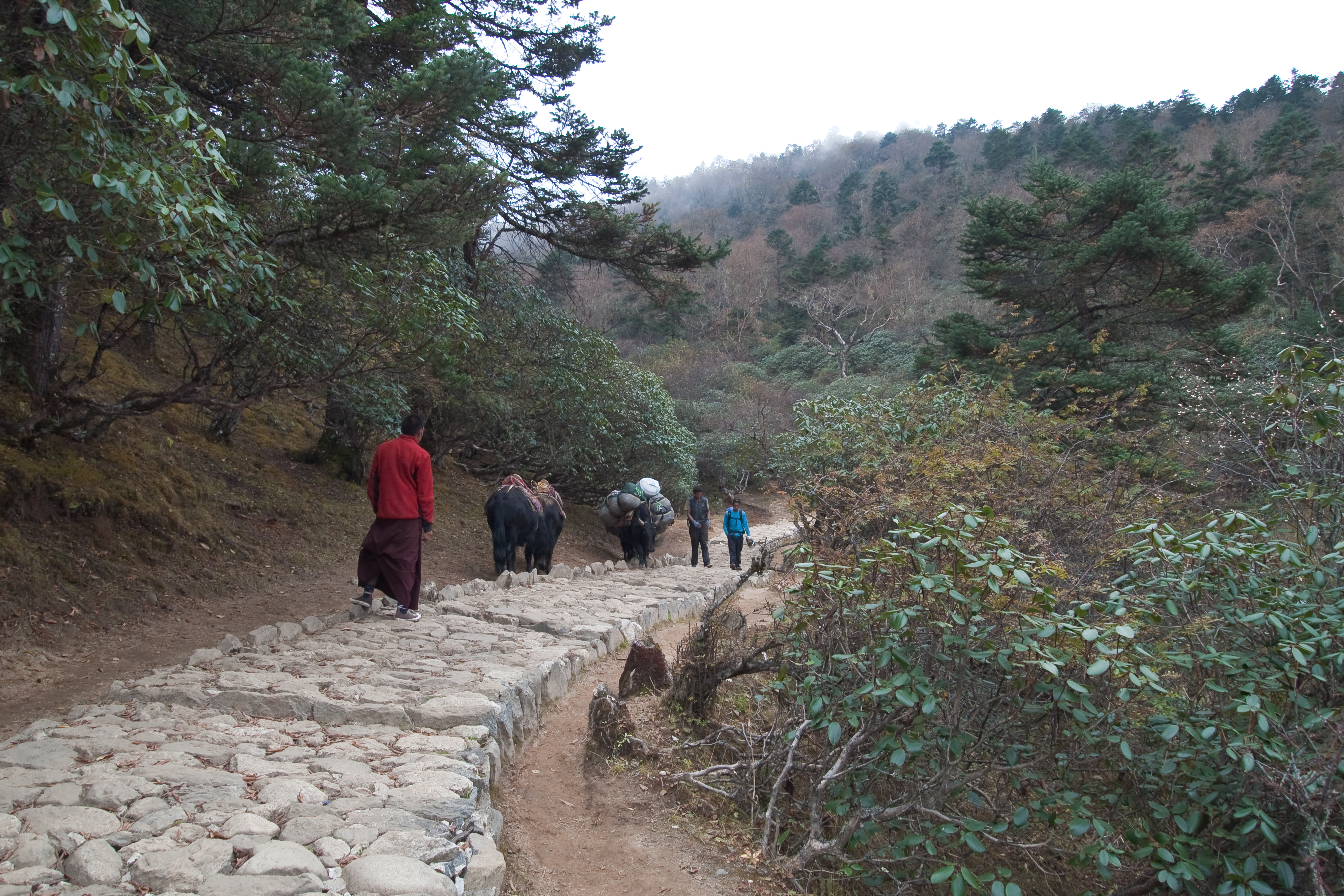

## 資料來源
1. ↑  Ortner, Sherry B. . Princeton University Press. 2001: 112  [2013-07-21]. ISBN 0-691-07448-8. （原始内容存档于2012-11-11）.